# Чулков, Клементий Матвеевич
Клементий Матвеевич Чулков — стольник, воевода в Коломне в 1699 году (А.Н. Юрасов утверждал, что до Коломны  Клементий Чулков  в 1688-1689 годы был воеводой города-крепости Острогожск), комиссар Тульского оружейного завода.

## Происхождение
Клементий Матвеевич принадлежал к тому дворянскому роду Чулковых, что вели своё происхождение от Семёна Фёдоровича Кобылы-Вислого. Его отцом был  московский дворянин Матвей Филиппович Чулков, а дедом воевода Крапивны, Калуги - Филипп Данилович Чулков. Год рождения его не известен.

## Биография
В 1684 году Клементий  вместе с двоюродными братьями участвовал в судебном процессе за году «село Рожественное, Чулкова тож» которым после смерти их родственницы Феодосия Фёдоровна Чулковой как выморочным пытался завладеть Абакум Федорович Иевлев.
В 1685 году Клементий был стольником. В 1699 году стал воеводой Коломны.
Во время Северной войны российскому государству оружие требовалось в большом количестве. По приказу Петра I в Туле в оружейной слободе в 1711 году был построен новый оружейный двор. Помощником князя Григория Ивановича Волконского, был сделан Клементий Матвеевич. В новой своей должности он стал называться комиссаром, или начальником оружейников и оружейной слободы. (Она располагалась по соседству с той деревней Чулкова из-за которой в 1684 году судились Чулковы с Ивлевым). Обязанностью Клементия Матвеевича было следить за доброкачественностью создаваемого оружия. Он ревностно принялся за исполнение своих обязанностей, применяя для этого и телесные наказания о чем видно из его рапортов к князю Г.И.Волконскому: "Живу я в оружейной слободе неотлучно и матстеров подтвердаю с пристрастием, чтобы они ружьяж делали с великим щанием денно и нощно и против образцов в сходство, и для того каждого дни по мастерам езжу и многих бью батоги". В другом  Клементий Матвеевич писал: "По твоим, государь, письмам истинно ей, ей, всеусердно радею, как пуще того быть нельзя, что каждого дня человек по десяти бью батоги, приборщиков и замочников на оружейном дворе зело понуждаю, не только что дни, но и ночи спать не даю". На Чулкова и Волконского к Петру поступил донос, обвинявший их в жестокостях, истязаниях, разорении тульских купцов, во взяточничестве и мошенничестве. Дело было расследовано. В 1715 году Клементий Матвеевич был отставлен от должности комиссара Тульского оружейного завода.
Скончался он до 1725 года (А.Н. Юрасов предполагал, что смерть произошла около 1722 года).

## Семья
Женой Клементия Матвеевича была некая Мавра Кирилловна (А. Лобанов-Ростовский не указывал её фамилии, А.Н. Юрасов именовал её Лихаревой и этот брак датировал 1684 годом). В браке родились сын и дочь:
- Юстин Клементьевич как гардемарин назван около 1726 года;
- Варвара, за гвардии солдатом Василием Тимофеевичем Михневым.

## Комментарии
1. ↑  А.Н. Юрасов в Энциклопедия «Воронежская губерния» считал, что Клементий родился коло 1625 года. А.Н. Юрасов не указывал источник данной даты. Если её принять то воеводой Коломны Чулков стал в возрасте примерно 74 лет, а Тульским комиссаром в возрасте 86 лет. И то и другое маловероятно